# Xiaomi Redmi 3
Xiaomi Redmi 3 — смартфон компанії Xiaomi, що відноситься до серії Redmi. Був представлений 12 січня 2016 року. Також 30 березня того ж року був представлений Xiaomi Redmi 3 Pro (також відомий як Xiaomi Redmi 3 Prime), що відрізнявся більшою кількістю пам'яті та присутністю сканера відбитків пальців.

## Дизайн
Екран в смартфонів виконаний зі скла. Корпус смартфонів виконаний з алюмінію та має пластикові вставки зверху та знизу.
В Redmi 3 корпус має точковий ромбовий візерунок. Redmi 3 Pro став першим смартфоном в серії Redmi, що отрима сканер відбитку пальця, який знаходиться на задній панелі пристрою.
Знизу знаходяться роз'єм microUSB та мікрофон. Зверху розташовані 3.5 мм аудіороз'єм, другий мікрофон та ІЧ-порт. З лівого боку смартфона розташований гібридний слот під 2 SIM-картки або 1 SIM-картку і карту пам'яті формату MicroSD до 128 ГБ. З правого боку розміщені кнопки регулювання гучності та кнопка блокування смартфону. Динамік знаходиться на задній панелі.
Xiaomi Redmi 3 та Redmi 3 Pro продавалися в 3 кольорах: темно-сірому, срібному та золотому.

## Технічні характеристики

### Платформа
Смартфони отримали процесор Qualcomm Snapdragon 616, та графічний процесор Adreno 405.

### Батарея
Батарея отримала об'єм 4100 мА·год.

### Камера
Смартфони отримали основну камеру 13 Мп, f/2.0 з автофокусом та здатністю запису відео в роздільній здатності 1080p@30fps. Фронтальна камера отримала роздільність 5 Мп, діафрагму f/2.2 та здатність запису відео в роздільній здітності 1080p@30fps.

### Екран
Смартфони отримали екран IPS, 5.0", HD (1280 x 720) зі співвідношенням сторін 16:9 та щільністю пікселів 294 ppi.

### Пам'ять
Xiaomi Redmi 3 продавався в комплектації 2/16 ГБ.
Xiaomi Redmi 3 Pro продавався в комплектації 3/32 ГБ.

### Програмне забезпечення
Xiaomi Redmi 3 та Redmi 3 Pro були випущені на MIUI 7, що базувалася на Android 5.1 Lollipop. Були оновлені до MIUI 9.